# SULT4A1
Sulfotransferase 4A1 é uma enzima que nos seres humanos é codificada pelo gene SULT4A1. A proteína codificada é uma sulfotransferase específica do cérebro a qual acredita-se estar envolvida no metabolismo de neurotransmissores.

## Sumário
Localização: 22q13.2
Componente do citosol